# Vĩnh Chấp
Vĩnh Chấp là một xã thuộc huyện Vĩnh Linh, tỉnh Quảng Trị, Việt Nam.

## Địa lý
Vĩnh Chấp cùng với các xã Vĩnh Tú và Vĩnh Thái nằm ở cực bắc huyện Vĩnh Linh, vì thế cũng là những xã cực bắc của tỉnh Quảng Trị. Vĩnh Chấp nằm hai bên Quốc lộ 1, phía bắc giáp xã Sen Thủy, huyện Lệ Thủy, tỉnh Quảng Bình. Phía đông và đông nam giáp Vĩnh Tú và phía nam và tây nam giáp Vĩnh Long, phía tây giáp Vĩnh Khê, đều thuộc huyện Vĩnh Linh.
Xã được hình thành từ 11 thôn và 2 cụm dân cư trước đây: Thôn Tân Định - Thôn Bình An - Thôn Tây Sơn - Thôn Tân Bình - Thôn Lai Bình - Thôn Mỹ Lộc - Thôn Bắc Phú - Cụm Sa Lung - Thôn Tây Trường - Thôn Chấp Đông - Thôn Chấp Nam - Thôn Chấp Bắc - Cụm Khe Lấu.
Đường sắt Thống Nhất và Quốc lộ 1 đều chạy qua xã này.
Vĩnh Chấp có địa danh lịch sử là thôn Hạ Cờ (nay là Thôn Chấp Nam). Truông Nhà Hồ xưa cũng nằm trên địa bàn xã này.
Xã này gồm nhiều vùng đồi đất cát ở phía đông trồng keo làm nguyên liệu giấy, các vùng đồi thấp nhiều sỏi đá ở phía bắc và tây. Các khu đồi đất đá phía bắc và tây Vĩnh Chấp đều được trồng thông khai thác nhựa.
Ở vùng bắc của Vĩnh Chấp hiện còn nhiều lô cốt bằng bê tông từ thời thực dân Pháp để lại trên đồi cao.
Thời Pháp chiếm đóng, Vĩnh Chấp từng được dự định chọn đặt căn cứ không quân của thực dân.
Trong chiến tranh Việt Nam, cũng như hầu hết các xã ở khu vực Vĩnh Linh, Vĩnh Chấp là nơi hứng chịu nhiều bom đạn của Mỹ.
Kinh tế Vĩnh Chấp chủ yếu là nông nghiệp trồng lúa, nuôi cá, trồng rừng, một số ít làm dịch vụ buôn bán.
Vĩnh Chấp hiện có khá nhiều rừng trồng và một vài khu rừng tự nhiên nhỏ. Trong đó, đáng kể nhất có rú Làng ở thôn Chấp Đông (thuộc HTX Chấp Lễ), là một khu rừng khá lạ lùng, với chủ yếu là một loại cây gỗ mà dân địa phương gọi là tràm bù. Rừng mọc lên bên một mé đồi trọc, được bảo vệ khá tốt.
Vinh Chấp rất cần được quan tâm đầu tư để phát triển, vì đời sống còn nghèo.
Vĩnh Chấp có 3 hợp tác xã trực thuộc như Chấp Lễ, Bình An, Lai Bình.
100% người Vĩnh Chấp là dân tộc Việt (Kinh), khác với xã Vĩnh Khê ở miền tây Vĩnh Linh với chủ yếu là người dân tộc Vân Kiều...

## Hành chính
Xã Vĩnh Chấp được chia thành 6 thôn: Bình An, Chấp Bắc, Chấp Lễ, Chấp Nam, Lai Bình, Tân Định.